# Polo aquático nos Jogos Pan-Americanos de 1951
As competições de polo aquático nos Jogos Pan-Americanos de 1951 foram realizadas em Buenos Aires, Argentina. O torneio foi disputado apenas entre homens. Esta foi a primeira edição dos Jogos Pan-Americanos.

## Países participantes
Um total de cinco delegações enviaram equipes para as competições de polo aquático.
| - ARG Argentina - BRA Brasil - CHI Chile | - USA Estados Unidos - MEX México |

## Medalhistas[1]
| Evento                  | Ouro | Prata | Bronze |
| ----------------------- | --- | --- | --- |
| Polo aquático masculino | ARG Argentina Carlos Passeggi Carlos Visentín Luis Díez Luis Normandín Marcelo Visentín Mario Sebastián Osvaldo Codaro | BRA Brasil Alfonso Zaparoli Armando Caropresco Claudino de Castro Edson Perri Guilherme Schall Isaac Moraes João Havelange Leo Rossi Luiz Antônio dos Santos Milton Busin Nelson Brescia Samuel Scheimberg Saverio Gregorut | USA Estados Unidos Bruce O'Brien James Norris John Spargo Harry Bisbey Marvin Burns Norman Dornblaser Norman Lake Peter Stange Robert Hughes William Zerkie |

## Resultados
| 28 de fevereiro | Brasil | 6 – 2 | Chile |  |

| 1 de março | Argentina | 13 – 1 | México |  |

| 2 de março | Estados Unidos | 6 – 2 | Chile |  |

| 3 de março | Argentina | 7 – 0 | Brasil |  |

| 3 de março | Estados Unidos | 7 – 0 | México |  |

| 4 de março | México | 5 – 3 | Chile |  |

| 5 de março | Argentina | 10 – 0 | Chile |  |

| 5 de março | Brasil | 8 – 5 | Estados Unidos |  |

| 7 de março | Brasil | 4 – 3 | México |  |

| 7 de março | Argentina | 9 – 2 | Estados Unidos |  |

## Classificação final
| Pos.              | Equipe             | Campanha | Campanha | Campanha | Campanha |
| Pos.              | Equipe             | P        | V        | E        | D        |
| ----------------- | ------------------ | -------- | -------- | -------- | -------- |
| Medalha de ouro   | ARG Argentina      | 8        | 4        | 0        | 0        |
| Medalha de prata  | BRA Brasil         | 6        | 3        | 0        | 1        |
| Medalha de bronze | USA Estados Unidos | 4        | 2        | 0        | 2        |
| 4                 | MEX México         | 2        | 1        | 0        | 3        |
| 5                 | CHI Chile          | 0        | 0        | 0        | 4        |